# Inmigración húngara en México
La inmigración húngara en México es el movimiento de la población procedente de Hungría a México. De acuerdo con el censo 2020 del INEGI hay 369 húngaros residiendo en México.

## Historia

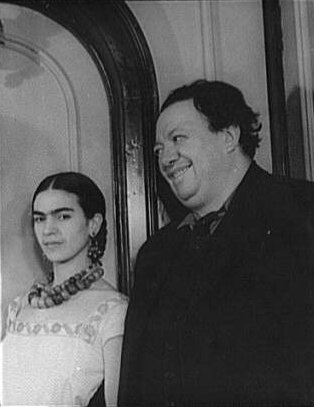
Frida Kahlo, pintora mexicana de ancestros magiares, retratada junto a su esposo el muralista Diego Rivera.

De Hungría han emigrado a México personas de tres diferentes grupos étnicos: Los húngaros (magiares), los gitanos y los judíos.
Existe registro de algunos húngaros (magiares) que radicaban en México a mediados del siglo XIX. El Dr. Ede Szender, quien llegó durante la Intervención Francesa y vivió varios años en San Luis Potosí, se encargó de la autopsia y embalsamiento del cuerpo de Maximiliano de Habsburgo y dejó una valiosa crónica presencial en el artículo “La muerte del Emperador Maximiliano”, que publicó en 1876. En esa época también llegaron cientos de soldados húngaros en el Cuerpo Militar de Voluntarios de Austria-Hungría, pero la mayoría de ellos se regresó a su país natal al término de su servicio.
En 1880, Vilmos Sennor, un húngaro radicado en México, publicó un artículo en el periódico budapestino “Novedades Dominicales” (Vasárnapi Újság) sobre la llegada a México de un grupo de gitanos, que eran registrados como húngaros (magiares) por proceder de Hungría. En 1931, como consecuencia de la depresión económica, el gobierno mexicano impuso una restricción a la Ley de Migración de 1926 que prohibía temporalmente la entrada de gitanos (y otras nacionalidades), pero no expresamente la de los húngaros. Los judíos húngaros llegados a México siguieron las tendencias generales de la emigración azquenazí de Europa Oriental. El número de llegadas empezó a crecer en los años 20, atraídos por el sistema de cuotas introducido en los Estados Unidos, pero después disminuyó por la limitaciones migratorias mexicanas.
En años recientes, la académica de la Universidad de Szeged, Hungría, Mónika Szente-Varga ha realizado una profunda investigación sobre la migración húngara a México entre 1901 y 1950.

## La comunidad húngaro-mexicana
En el informe del INEGI "Los extranjeros en México" (2003) no se incluye a los húngaros en la lista de colonias de inmigrantes que constituyen al menos el 0.2% de la totalidad de los residentes nacidos en el extranjero y tampoco especifica su población. Sin embargo, esa estimación no considera a los residentes de origen húngaro con pasaporte mexicano o de otro país, es decir, a toda la colonia húngara. La mayoría de la gente de ascendencia húngara se ha establecido en México, D.F. y ciudades vecinas, pero se también encuentran en diversos Estados. En los últimos años varios húngaros se han asentado en la Riviera Maya y se dedican a las más diversas actividades. Cada año la comunidad húngara en Cancún organiza un Festival Cultural Húngaro. La línea aérea de bandera húngara Málev ha operado temporalmente vuelos entre Budapest y Cancún.
Mexicanos de ascendencia húngara o judeo-húngara han destacado en diversos campos del arte. Entre ellos se puede mencionar a los escritores Enrique Féher, David Miklos, Susana Wien(stock), al también periodista Laszlo Moussong; al chelista Laszlo Fráter (Director del Conservatorio del Edo. de Méx.) y al director de la orquesta y violinista Jorge Mester, entre otros. En las artes plásticas se han destacado el pintor surrealista y diseñador cinematográfico de padres húngaros nacido en México Gunther Gerszo(1915-1993), la fotógrafa Káti Horna (1912(Budapest) - 2000(México)),, el escultor radicado en Acapulco desde 1964 Pal Kepenyes y el cineasta contemporáneo Luis Mandoki, entre otros. Géza Maróti, un arquitecto húngaro contribuyó con el remate de la cúpula, esculturas y mosaicos en la construcción del Palacio de Bellas Artes en 1908. Frida Kahlo deja inscrito en un retrato de su padre (1954), que Guillermo Kahlo, procedía de una familia húngaro-alemana, la cual, se sabe, tenía raíces judías y se había mudado a Baden-Baden, Alemania, de donde emigró el padre de Frida a México. Otros ciudadanos de ascendencia húngara han alcanzado en nuestros días lugares importantes en el mundo de las comunicaciones (M. Hegyi, J. Erdely), la administración pública (Miguel Székely) y las ciencias (A. Erdely, A. Darszon - Premio Nacional de Ciencias, 2009).
Por otro lado, se ha registrado un grupo no muy numeroso, pero constante, de húngaras y húngaros que son víctimas de tráfico y explotación entre los que trabajan en animación de centros nocturnos y hoteles.

## El paso húngaro en el fútbol mexicano
Es importante mencionar el paso de entrenadores húngaros por el fútbol mexicano, que comenzó en los años 20: Szigfrid Róth trabajó en el equipo Marte en la época amateur de la liga nacional y lo llevó a ser campeón en la temporada 1928-29, y luego con el equipo Necaxa en los años 30. En los años 40, el húngaro György (Jorge) Orth, trabajó exitosamente como director técnico del equipo de fútbol “Guadalajara”. En los años 60-70, el entrenador húngaro György (Jorge) Marik llevó al equipo Cruz Azul a coronarse en la liga mexicana. Entre los años 70-80 también se destacó como director técnico en los equipos tapatíos el antes futbolista internacional húngaro Árpad Fekete.

## México en Hungría
Existe en Hungría un gran interés por México y la cultura mexicana. László Passuth (1900-1979) escribió en 1939 la novela histórica El dios de la lluvia llora sobre México, un best-seller que aún hoy día se sigue editando (la última edición es de 2008).
El embajador del Imperio Austro-Húngaro, Kálmán Kánya, escribió una serie de informes en los que detallaba los acontecimientos en el México revolucionario y que han servido de base para el libro “Un Húngaro en el México Revolucionario” recopilado por Ádám Anderle y Monika Kozári en 1999. La comida y la plata mexicanas gozan de apreciado consumo en Hungría. Existe una avenida y una estación de Metro “México” en Budapest. México es valorado como destino turístico recreativo y cultural por los húngaros.

## Otros
Además de la Embajada y Consulado de la República Húngara en México, existen cuatro consulados honorarios: Monterrey (cónsul: Modesto Alanis Von Der Meden), Guadalajara (cónsul: Alejandro Vázquez Macías), Cuernavaca (cónsul: Alberto Vadas Khun, exdirector de La Tallera, el estudio del muralista David Alfaro Siqueiros) y Cancún (cónsul: Roberto Díaz Abraham). Los dos últimos tienen ascendencia húngara.
En los últimos años se han realizado estudios académicos sobre la inmigración húngara en México por Margarita Theesz Poschner, de la UNAM y Monika Szente-Varga, de la Universidad de Szeged, Hungría.

## Húngaros residentes en México
- Pal Kepenyes, Escultor
- Oscar Gerzso, Padre del artista Plástico mexicano Gunther Gerzso
- Kati Horna, Fotógrafa
- Árpád Fekete, futbolista y entrenador

## Mexicanos con ascendencia húngara
- Mónica Braun, narradora, poeta y editora
- Gunther Gerzso, artista plástico
- Ona Grauer, actriz
- Luis Mandoki, director de cine
- Alberto Darszon Israel, bioquímico, catedrático, académico e investigador
- Maggie Hegyi, conductora[35]